# قماربازان ناشناس
قماربازان‌ناشناس (انگلیسی: Gamblers Anonymous)یک پویش اجتماعی در قالب دوازده قدم برای کسانی است که اعتیاد به قماردارند. تنها شرط ورود به این برنامه این است که قمار را کنار بگذارید.